# Widziewszczyzna
Widziewszczyzna (biał. Відзеўшчына, ros. Видевщина) – agromiasteczko na Białorusi, w obwodzie mińskim, w rejonie mołodeckim, w sielsowiecie Kraśne.

## Historia
W czasach zaborów wieś w okręgu wiejskim Ułanowszczyzna, w gminie Krasnesioło, w powiecie wilejskim, w guberni wileńskiej Imperium Rosyjskiego. W 1865 roku liczyła 70 mieszkańców w 9 domach. 31 dusz rewizyjnych było w części należącej do Koryckich a 1 w części skarbowej.
W latach 1921–1945 wieś leżała w Polsce, w województwie wileńskim, w powiecie wilejskim, od 1927 roku w powiecie mołodeczańskim, w gminie Kraśne.
Według Powszechnego Spisu Ludności z 1921 roku zamieszkiwało tu 166 osób, 20 było wyznania rzymskokatolickiego a 146 prawosławnego. Jednocześnie wszyscy mieszkańcy zadeklarowali polską przynależność narodową. Było tu 28 budynków mieszkalnych. W 1931 w 34 domach zamieszkiwało 188 osób.
Wierni należeli do parafii rzymskokatolickiej i prawosławnej w Kraśnem. Miejscowość podlegała pod Sąd Grodzki w Kraśnem i Okręgowy w Wilnie; właściwy urząd pocztowy mieścił się w Kraśnem.
W wyniku napaści ZSRR na Polskę we wrześniu 1939 miejscowość znalazła się pod okupacją sowiecką. 2 listopada została włączona do Białoruskiej SRR. Od czerwca 1941 roku pod okupacją niemiecką. W 1944 miejscowość została ponownie zajęta przez wojska sowieckie i włączona do Białoruskiej SRR.
Od 1991 w składzie niepodległej Białorusi.

## Przynależność państwowa i administracyjna
- ? - 1917  Imperium Rosyjskie, gubernia wileńska, powiat wilejski
- 1917 - 1919  Rosyjska FSRR
- 1919 - 1920  Polska, Zarząd Cywilny Ziem Wschodnich, okręg wileński
- 1920  Rosyjska FSRR
- 1920 - 1945[b]  Polska
  - województwo:
    - nowogródzkie (1921 - 1922)
    - Ziemia Wileńska (1922 - 1926)
    - wileńskie (od 1926)

  - powiat:
    - wilejski (1920 - 1927)
    - mołodeczański (od 1927)
- 1945 - 1991  ZSRR, Białoruska SRR
- od 1991  Białoruś